# Gérard Hekking
Gérard Hekking, né le 12 août 1879 à Nancy et mort le 6 juin 1942 à Paris, est un violoncelliste français, cousin d'André Hekking et neveu d'Anton Hekking, eux aussi violoncellistes.

## Biographie
Gérard Hekking est né à Nancy. Il est premier violoncelle de l'Orchestre du Concertgebouw de 1903 à 1914. En 1912, Alphons Diepenbrock compose sa Berceuse (Le Seigneur a dit à son enfant) pour lui et sa femme, une soprano. Parmi les œuvres créées par Gérard Hekking figurent les première et deuxième sonates pour violoncelle de Gabriel Fauré,. Le violoncelliste compose aussi quelques œuvres, dont Villageoise, Joujou mécanique, Danse pour les Sakharoff et Danse campagnarde, toutes pour violoncelle et piano.
De 1927 à sa mort, Gérard Hekking enseigne le violoncelle au Conservatoire de Paris. Parmi ses élèves figurent Pierre Fournier, Maurice Gendron et Paul Tortelier. Il meurt à Paris en 1942, à l'âge de 62 ans. Il était le cousin d'André Hekking et le neveu d'Anton Hekking, tous deux violoncellistes.